# Sebastián Plaul
Sebastián Bartolomeo Jacobo Plaul (en alemán, Sebastian Bartholomäus Jacob Plaul, Martinsthal, Alemania, 11 de mayo de 1786 – Barracas al Sud, provincia de Buenos Aires, 9 de septiembre de 1846) fue un viñatero de la región de Rheingau, emigrado a la Argentina en 1825 bajo contrato con el Gobierno de Buenos Aires de Rivadavia, con el objetivo de desarrollar la actividad en el país. Entre sus descendientes en Argentina se cuentan el presidente de la Nación -de facto- Edelmiro Farrell y muchos de los propietarios fundadores del partido de Barracas al Sud y del pueblo de Villa Industriales.

## Biografía

### Vida en Alemania
Sebastián Plaul nació el 11 de mayo de 1786 en el pueblo de Martinsthal, entonces conocido como Neudorf, en la región de Rheingau, entonces parte del reino de Nassau y hoy en la región de Rheingau-Taunus, en Hesse, Alemania. Su padres fueron Nicolaus Plaul y Apolonia Gal. Contrajo matrimonio alrededor de 1816 con Catalina Schwarz, nacida en 1794 en Niedergladbach, hija de Peter Nicolaus Schwarz, de Eltville, y Anna Maria Zinsser, oriunda de Niedergladbach. En Martinsthal tienen tres hijos: Barbara Josefina, Pedro y Simón.

### Contrata con el Gobierno de Buenos Aires
En mayo de 1825, junto a otros seis viñateros de la región, suscribe un contrato con el Gobierno de Buenos Aires para el cultivo, por un período de siete años sucesivos, de viña en un lugar a designar por el Gobierno de Buenos Aires dentro del territorio de las Provincias del Río de la Plata. Junto a Sebastián Plaul firman: Guillermo Schroder, Enrique Jose Wagner, Bartolomé Graser, Cristóbal Faust, Enrique Antoni y Valentín Mella; los primeros cuatro procedentes también de Martinsthal. Por el Gobierno de Buenos Aires, firma Rivadavia. El Gobierno se comprometía a proveer terrenos sin necesidad de pagar arrendamiento o impuestos durante los primeros cuatro años, más un adelanto de 100 pesos que sería reembolsado por los viñateros durante los siguientes cuatro años, una cuarta parte cada año. Además, a partir del quinto año comenzarían a pagar un arrendamiento igual al que fijase la ley para un natural del país. El contrato establecía que si alguno de los familiares de los firmantes deseasen en el futuro acogerse al mismo contrato, podrían hacerlo bajo las mismas condiciones.

### Emigración a la Argentina
El 29 de julio de 1825, Sebastián y su familia se embarcan en el puerto de Amberes, hoy en Bélgica, en el velero Aimable Pauline de bandera de los Países Bajos. Sebastián se embarca junto al resto de los colonos contratados, un total de 20 inmigrantes de la misma región, cinco familias y dos hombres solteros. Desembarcaron en el puerto de Buenos Aires el 19 de octubre de ese año. A su llegada, los colonos son alojados en el Convento de los Recoletos, en el barrio de Recoleta, en la ciudad de Buenos Aires donde hoy se ubica el Cementerio de la Recoleta. El edificio eclesiástico había sido convertido en edificio gubernamental y asilo de mendigos en 1822, una vez disuelta la orden.
Hacia fines de 1825, las Provincias del Río de la Plata entran en guerra con el Imperio del Brasil (Guerra del Brasil). La dirección de todos los recursos del estado hacia el esfuerzo bélico, junto a la falta de estructuras de apoyo a los colonos, precipitan el colapso del contrato con los viñateros. Los colonos y sus familias, librados entonces a su propia suerte, se dispersan. Sebastián y su familia se viven primero en la ciudad de Buenos Aires y finalmente se establecen en el cuartel tercero de Barracas al Sud, en la Provincia de Buenos Aires (hoy partido de Lanús). La pareja tuvo en el país otros cuatro hijos: Pedro Santiago, Enrique, Eloisa y Ana.
En marzo de 1842, Sebastián junto a otros 104 inmigrantes alemanes, constituyen la Congregación Evangélica Alemana en la ciudad de Buenos Aires.
Sebastián falleció el 9 de septiembre de 1846 en su chacra en el cuartel tercero de Barracas al Sud, Provincia de Buenos Aires. Lo suceden su esposa y sus hijos, según los registros del juicio de sucesión de la época.